# Boys Town
Boys Town é uma vila localizada no estado americano de Nebraska, no Condado de Douglas.

## Demografia
Segundo o censo americano de 2000, a sua população era de 818 habitantes. 
Em 2006, foi estimada uma população de 919, um aumento de 101 (12.3%).

## Geografia
De acordo com o United States Census Bureau, a localidade tem uma área de 3,7 km², dos quais 3,6 km² cobertos por terra e 0,1 km² cobertos por água.

## Localidades na vizinhança
O diagrama seguinte representa as localidades num raio de 12 km ao redor de Boys Town. 